# Frau Jenny Treibel

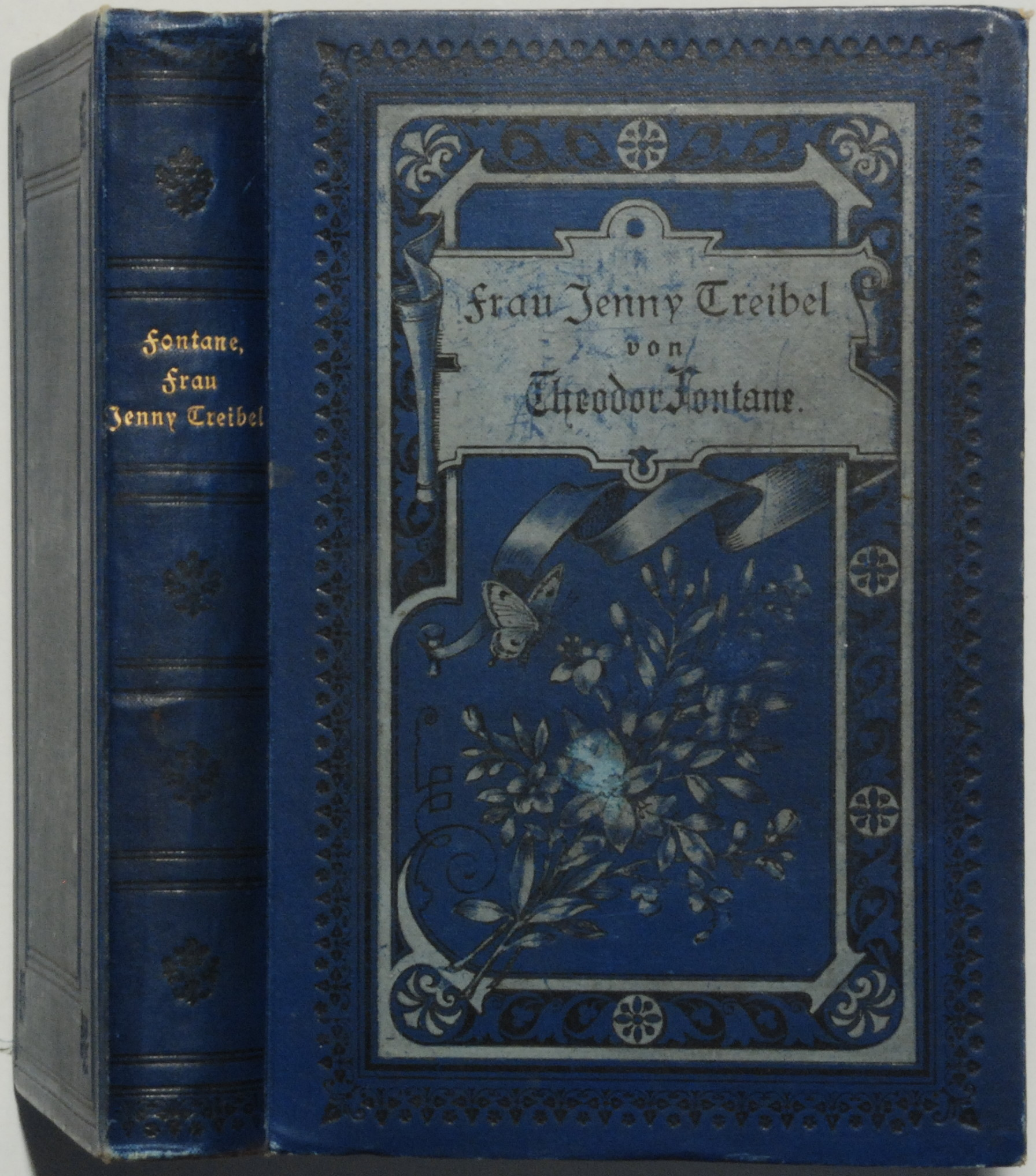
Verlagseinband der ersten Buchausgabe

Frau Jenny Treibel oder „Wo sich Herz zum Herzen find’t“ ist ein Roman Theodor Fontanes. Von Januar bis April 1892 in der Deutschen Rundschau vorabgedruckt, Ende 1892 (mit der Jahreszahl 1893) als Buch ausgeliefert, gewann der Roman sehr schnell die Gunst von Publikum und Kritik, die er bis heute bewahrt hat. „Das Buch, das als der witzigste Roman Fontanes gilt, soll nach den Worten des Autors ´das Hohle, Phrasenhafte, Lügnerische des Bourgeoisstandpunktes […] zeigen´.“ Halb ironisch wird dem Leser eine Geschichte nach dem Muster einer Komödie erzählt. Es geht um Besitz und Ansehen, echte und falsche Gefühle und die Balance von gesellschaftlichem Aufstieg und persönlichem Glück.

## Inhalt

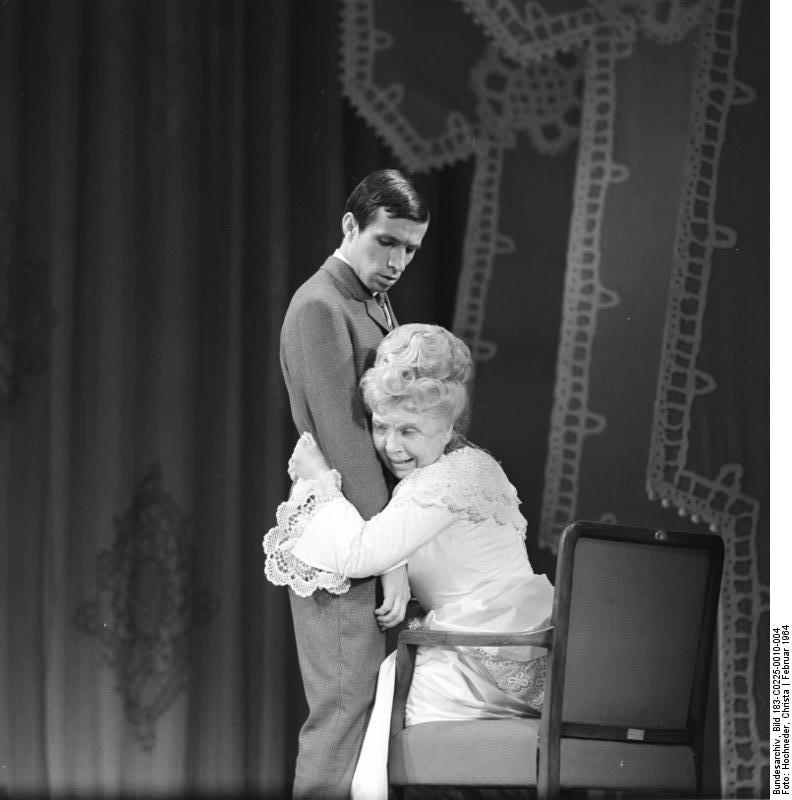
Eine Szene aus Frau Jenny Treibel mit Friedel Nowack als Jenny Treibel und Winfried Wagner als ihr Sohn Leopold; 1964 im Maxim-Gorki-Theater

Im Zentrum des Romans stehen zwei Berliner Familien: Zum einen die großbürgerlichen Treibels – der Berliner-Blau-Fabrikant und Kommerzienrat Treibel, seine Frau Jenny (geborene Bürstenbinder) sowie die Söhne Otto und Leopold, zum anderen die Bildungsbürger Wilibald Schmidt, ein Gymnasialprofessor, und seine Tochter Corinna. Die Verbindung zwischen den Familien entstand in Wilibalds und Jennys Jugend. Damals wohnten beide in der Berliner Adlerstraße, Wilibald bei seinen Eltern, Jenny Bürstenbinder im Haus gegenüber, in dem ihr Vater einen Laden für „Material- und Colonialwaaren“ betrieb. Als Student war Wilibald in Jenny verliebt und schrieb ihr Liebesgedichte, darunter auch das Lied mit der „berühmte[n] Stelle ‚Wo sich Herzen finden‘“, dessen Schlusszeile der Roman seinen Untertitel verdankt. Als Willibald am Ende seines Studiums hoffte, die heimliche Verlobung mit Jenny offiziell vollziehen zu können, hielt Jenny ihn hin, und als der reiche Treibel um sie warb, gab sie Wilibald den Laufpass. Sein Liebeslied aber lässt sie bei gesellschaftlichen Anlässen vortragen, tief bewegt von dem ‚Höheren‘ und ‚Idealen‘, das sie darin sieht; sie redet viel über dieses ‚Höhere‘ und gibt zu verstehen, dass sie „Besitz, Vermögen, Gold“ verachtet und ganz nach dem „Ideal“ lebt. Den Widerspruch zwischen ihren Bekenntnissen zum „Höheren“ und ihrem Handeln, bemerkt sie selbst nicht: „Jenny Treibel hat ein Talent, alles zu vergessen, was sie vergessen will“, stellt Wilibald Schmidt in einem Gespräch mit seinem Neffen Marcell Wedderkopp fest: Entgegen ihrem eingebildeten Herzen für das ‚Höhere‘ habe sie „nur ein Herz für das Ponderable, für Alles, was ins Gewicht fällt und Zins trägt“.
Wilibald sähe es am liebsten, wenn seine Tochter ihren Cousin Marcell heiraten würde, einen vielversprechenden angehenden Archäologen, der sie liebt und, sobald er das nötige Einkommen hat, heiraten möchte. Wilibald weigert sich aber, auf Corinna in Marcells Sinn Einfluss zu nehmen, da eine Eheentscheidung von innen reifen müsse und auf Jenny Treibel Verlass sei, die Corinna niemals als Schwiegertochter akzeptieren werde. Corinna möchte ausbrechen aus der eher bescheidenen Welt eines Gymnasialprofessorenhaushaltes und Leopold Treibel heiraten, einen schwächlichen, unselbständigen und ganz von seiner Mutter beherrschten jungen Mann, der Corinna schon lange heimlich bewundert. Gesellschaftliches Ansehen und materieller Wohlstand erscheinen ihr als ausreichende Garantien für eine glückliche Zukunft. Nach einer Landpartie kommt es zur heimlichen Verlobung beider, die Jenny Treibel auflösen will, weil sie für ihren Sohn eine „standesgemäße“, d. h. reiche Partie wünscht. Sie lehnt Corinna nicht deshalb ab, weil sie aus Berechnung, nicht aus Liebe handelt, sondern weil sie außer einer „Bettlade“ (mit Aussteuerwäsche) nichts in die Ehe bringen würde.
Leopold erweist sich erneut als zu schwach, um sich gegen seine Mutter zu behaupten: Er beschränkt sich darauf, Corinna täglich Briefchen zu schreiben, in denen er sogar eine Flucht nach Gretna Green anspricht, lässt seinen Worten aber keine Taten folgen. Die beiden Väter verhalten sich in dieser angespannten Situation abwartend – der Kommerzienrat, weil er damit beschäftigt ist, seinen Wahlkampf zu organisieren, und der Professor, weil er darauf vertraut, dass Corinnas Vernunft und Ehrgefühl sich durchsetzen werden. Mit der Hilfe von Schmidts Haushälterin Rosalie Schmolke wird Corinna sich schließlich der entwürdigenden Situation bewusst, löst die Verlobung und bittet ihren Cousin Marcell um Verzeihung. Marcell, der soeben eine Stelle als Gymnasial-Oberlehrer bekommen hat, macht ihr einen Antrag, und die Hochzeit beider sieht die Schmidts und die Treibels wieder versöhnt, denn außer Leopold folgen alle Treibels der Einladung zum Hochzeitsfest.

## Figurenübersicht

Figurenübersicht Frau Jenny Treibel

## Charakterbilder der Hauptfiguren
Das Besitzbürgertum kommt dabei letztlich nicht sonderlich gut weg; dennoch ist bei Fontanes Beschreibung – und Verurteilung – der betreffenden Charaktere meist viel Wohlwollen und liebevolle Nachsicht zu spüren. Das gilt in erster Linie für Treibel, der gutmütig, großzügig und durchaus selbstkritisch ist („Wer sind am Ende die Treibels?“). Auch wenn seine „Wahlagitation“ verspottet wird, analysiert Treibel klarsichtig seine eigenen Beweggründe ebenso wie die anderer. Fontane deutet auch an, dass Treibel – auch wenn am Ende unter dem Einfluss seiner Frau Jenny der Bourgeois in ihm siegt – eine Heirat Corinnas mit Leopold mit heiterer Resignation akzeptiert hätte.
Auch Otto und Leopold Treibel sind gutmütige und liebenswerte Menschen, was sie dafür prädestiniert, „unter den Pantoffel“ starker Frauen zu geraten: Otto unter den seiner extrem dünkelhaften Hamburger Frau Helene und Leopold vor allem unter den seiner Mutter Jenny, dann unter Corinnas und schließlich unter den von Helenes Schwester Hildegard.
Die Bourgeois-Frauen kommen dagegen nicht mit so viel Wohlwollen davon wie die Herren. Die unsympathischste Figur des Buches – mehr noch als Jenny selbst – ist wahrscheinlich Helene Treibel, geborene Munk, die kommerzielle, „dynastische“ („Die Thompsons sind eine Syndikatsfamilie!“) und – an ihrem Töchterchen Lizzi – erzieherische Ziele verfolgt. Dabei hält sie es – anders als Jenny – nicht für nötig, ihre Interessen mit künstlerischen und sentimentalen Vorwänden zu verbrämen. Für sie ist vielmehr die glatte und korrekte Fassade das Wichtigste.
Auch die Eitelkeiten und „Schrullen“ des Bildungsbürgertums werden vorgeführt: Unbestrittener Protagonist der Gymnasialprofessoren ist Wilibald Schmidt, dem nicht nur das Geistige, sondern vor allem das Humane über allem steht. Er ist eher linksliberal („Wenn ich nicht Professor wäre, so würde ich am Ende Sozialdemokrat!“), durchschaut die Menschen und hat, trotz eines Hanges, die Schwächen seiner Bekannten mit Witz und Schärfe bloßzustellen, ein tiefes und wohlwollendes Verständnis für seine Mitmenschen. Das hat er mit Marcell und Distelkamp gemeinsam: Die drei Figuren (Schmidt, Marcell und Distelkamp) stehen für das Ideal des Bildungsbürgers, den Fontane nur dann achtet, wenn er nicht nur Wissen und Kultur, sondern auch das Humane verkörpert. Den Kontrast dazu bilden die Professoren Kuh, Rindfleisch und Immanuel Schulze, die zwar auch im Lager von Geist und Wissen stehen, dabei aber menschlich angreifbarer, eitler und kälter sind als ihre Kollegen von den „Sieben Waisen Griechenlands“.
Corinna, eine Martha Fontane abbildende Figur, ist „Grenzgängerin“ zwischen den beiden Sphären. Eigentlich gehört sie ins Bildungsbürgertum, hat die Gaben ihres Vaters geerbt („und fast noch gescheiter als der Alte“), ist intelligent, gebildet, vielseitig interessiert, aber mit einem „Hang zum Äußerlichen“. Sie fühlt sich zur Bourgeoisie hingezogen und sieht am Ende sehr klar, dass sie „freilich auch wohl nicht sehr glücklich“ geworden wäre, hätte sie Leopold Treibel geheiratet. Sie ist kein Mensch der großen Leidenschaften, sie ist begabt, heiter und unternehmungslustig und hätte sich nie gelangweilt, selbst mit Leopold nicht, auf den sie als die Stärkere ohnehin Einfluss gehabt hätte. Corinna ist, dem „Hang zum Äußerlichen“ ungeachtet, eine große Ehrlichkeit und Aufrichtigkeit eigen, eine Achtung vor dem Humanen, die sie von ihrem Vater hat und mit Marcell teilt – und die sie von Jenny Treibel trennt. Es ist daher nicht nur der Intellekt, der sie mit Marcell verbindet; es ist vielmehr eine von klein auf bestehende Grundsympathie zwischen den beiden, ein Gleichklang, ein wirkliches Zueinanderpassen, die Achtung vor denselben Idealen.
Neben diesen Hauptpersonen des Romans findet sich eine Reihe von Nebenpersonen. In erster Linie Frau Schmolke, Professor Schmidts Wirtschafterin und Corinnas Ersatzmutter, eine Berliner Kleinbürgerin und Schutzmannswitwe („Schmolke sachte och immer …“). Sie unterstreicht die Schmidtschen Ideale, soweit diese nicht mit Wissen und Kultur zusammenhängen: Sie verkörpert das Rein-Menschliche, Güte, Herzenswärme, Mütterlichkeit. Natürlich karikiert Fontane ihre Volkstümlichkeit.
Fontanes gesellschaftskritischer Realismus zeigt sich auch in dem Bild, das er von den beiden Gouvernanten, Fräulein Honig und Fräulein Wulsten, zeichnet. Es ist ein trost- und freudloses Bild, das uns zeigt, dass Corinnas Angst vor den „kleinen Verhältnissen“ nicht unbegründet ist. Die Gouvernanten sind gebildete Frauen aus kleinbürgerlichen Verhältnissen, die es nicht geschafft haben, sich in den wirtschaftlichen Hafen einer Ehe zu „retten“, und gezwungen sind, ihren Lebensunterhalt als Erzieherinnen oder Gesellschaftsdamen in der Welt der Bourgeoisie zu verdienen. Dabei müssen sie ihr eigenes Leben gänzlich zurückstellen und völlige Unterordnung und auch Demütigungen hinnehmen, wodurch sie verbittert und neidisch werden.

## Komposition
Der Roman gilt als „Meisterwerk des poetischen Realismus.“ Die Handlung wird von einem verlässlichen, auktorialen Erzähler in einheitlicher Perspektive und Stil präsentiert. Nur einmal tritt dieser vorgreifend neben die Handlung: „Letztere [die beiden Töchter der Felgentreus], wie schon hier verraten werden mag, verloben sich in einer Tanzpause …“ Die Übergänge von Erzählerrede zur Figurenrede sind eindeutig und da auf indirekte und erlebte Rede sowie innere Monologe verzichtet und damit eine einfache narrative Struktur angeboten wird, kann Fontane an nicht-professionelle Lesererwartungen durch mimetisches Erzählen anknüpfen. Fontane ist somit ein Gegenbeispiel für die Gegenwartsliteratur, die ohne die Fiktion einer verlässlichen, durchschaubaren Welt, ohne Referenz auf sinnliche Gegebenheiten und ohne Welthaltigkeit zu erzählen versucht.
Die sechzehn relativ kurzen Kapitel werden nicht durch erklärende Motti eingeleitet, sind aber im Innern deutlich nach Themen, Gesprächspartnern oder Handlungsorten gegliedert, wobei das achte und zehnte Kapitel wegen ihrer Beziehungsanalysen den doppelten Umfang der anderen, ausbalancierten Kapitel haben und ungefähr in der Mitte des Romans akzentuiert platziert sind. Fontane erzählt zur Erhaltung der Fiktion in der geordneten Vergangenheit des Präteritums und verzichtet auf alle Wahrheitssignale durch Fremdmaterialien (Faksimiles von Verlobungsanzeigen oder politischen Kommentaren, Fußnoten, Quellenangaben, Daten usw.).
Die erzählte Zeit umfasst einen „der letzten Maitage“ (Jennys Einladung an Corinna) und den „letzten Sonnabend im Juli“ (Corinnas und Marcells Hochzeitstag). Zwischen diesen Daten entfaltet sich die Handlung ohne Brüche konsistent, final und linear als Kette kurzer Episoden, was durch die Veröffentlichung als Zeitungsroman teilweise vorgegeben war.
Die Einrichtungen des Schmidtschen und Treibelschen Haushalts, Kleidungen und Speisen werden nur beispielhaft und wenig ausführlich dargestellt; der Schwerpunkt der Erzählung liegt auf Dialogen und dem Small Talk der Figuren. „In Frau Jenny Treibel stehen, wie deutlich wurde, die Figuren im Vordergrund – nicht zuletzt, da der Roman die meiste direkte Rede von allen Werken Fontanes beinhaltet.“ Der Berliner Fontane-Forscher D`Aprile sieht in den Gegenwartsromanen Fontanes vor allem „Dialogromane“ und formuliert pointiert: „Der Autor schafft das Setting und bewegt darin die Figuren hin und her, lässt sie reden. Loslabern. Das ist das Fontaneprinzip.“

## Humor als konservatives Prinzip der Komposition
Ein Stilmittel wird bei Fontane oft hervorgehoben: „Die negativen Aspekte der Handlung [werden] mit Humor und feiner Ironie abgemildert. […] Frau Jenny Treibel gilt als Fontanes witzigstes Werk. […] Die Dialoge sind bei aller Lebensechtheit oft bühnenreif komisch.“ „Der durchgehende Humor des Werkes, sein ironischer Ton und seine herrlichen, skurrilen Charaktere wurden bereits von den Zeitgenossen sehr geschätzt und machen den Roman auch hundert Jahre später noch zu einer amüsanten Lektüre.“
Durch die kompositorische Kontrastierung der Figuren in den Kommentaren ihrer Mitspieler werden nahezu alle anders als nach ihrem Selbstbild charakterisiert: „Ausführlich zeigt sich dagegen in Frau Jenny Treibel der Humor in der Komposition von unterschiedlichen Sichtweisen. […] Die Konstellation in den vielen Figurengesprächen ist dabei meist dual aufgebaut – Themen werden von zwei Figuren diskutiert, wobei oft Pro und Contra vertreten werden.“
Fabian Stark wirft Fontane vor, ihn nicht auf den Barrikaden getroffen zu haben und macht seinen Humor für die Schlechtigkeit der Welt verantwortlich: „Fontane aber will mit seinem Humor genauso wenig die Verhältnisse zum Tanzen bringen wie viele deutsche Komödien. […] So schrumpft Fontanes Humor zum Mittel, das Schlechte in der Welt erträglich zu machen – aber nichts daran zu ändern. […] So endet Fontanes Realismus in schrecklicher, falscher Harmonie.“ „Auch Sabine Becker […] beschreibt Humor im Realismus […] als Mittel der verklärenden, harmonisierenden Darstellung und um Kritik zu verschleiern.“ In der ambivaltenden Wertung dieses kompositorischen Elements folgt Hagedorn differenzierender der Humorkritik: „Wenn es sich bei Frau Jenny Treibel auch nicht, überspitzt gesagt, um einen Aufruf zur Revolution gegen die Bourgeoise handelt, wird das Besitzbürgertum nicht einfach in seinen Fehlern hingenommen. […] Da die relativierende und somit humorvolle Darstellung von Themen und Figuren durch die Konstellation von Sichtweisen das dominante Prinzip in allen genannten Werken ist, hat der Humor in allen Werken auch die Funktion, deren Aussage in Schwebe zu halten. Dies wirkt sich zum Beispiel auch auf die Gesellschaftskritik aus.“

## Interpretation
„Frau Jenny Treibel“ nimmt eine besondere Stellung unter den Romanen Fontanes ein – ist es doch einer seiner wenigen Romane (wie auch L’Adultera und das unvollendete Werk Mathilde Möhring), in denen das Bürgertum die zentrale Rolle einnimmt. Fontane verarbeitet hier seine Erfahrungen mit einem Bürgertum, bei dem Ideale und Handeln, moralische Grundsätze und praktisches Entscheiden diametral entgegengesetzt sind. Die Entstehung des Buches war geprägt durch die Querelen um den Vorabdruck von Irrungen, Wirrungen, einem Roman, der von vielen Zeitgenossen wegen der Darstellung einer Liebesbeziehung zwischen einer Plätterin und einem Adligen als anstößig empfunden wurde. Fontane musste erfahren, wie die zeitgenössische Bourgeoisie mit zweierlei Maß urteilte. Außer- und nebeneheliche Liebesverhältnisse wurden durchaus toleriert – in einem Roman wollte man davon allerdings nichts lesen. Kunst sollte abstrakten, „höheren“ Idealen und Zielen dienen und nicht die eigene Lebenswelt mit ihren gesellschaftlichen Unstimmigkeiten und Verwerfungen in Frage stellen.
Jenny ist geradezu ein Musterbeispiel für diese Bourgeoisie. Wie kaum eine andere Gestalt bei Fontane wird sie als lächerlich dargestellt. Jenny spricht beständig vom ‚Höheren’ und davon, dass es besser sei, seinen Gefühlen zu folgen und in kleinen Verhältnissen zu leben, und doch entscheidet sie sich selbst für den materiellen Wohlstand und drängt ihren Sohn zu einer Heirat mit einer langweiligen, aber reichen Frau. Ihr Handeln steht im beständigen Widerspruch zu ihren Worten, ohne dass sie sich dessen überhaupt bewusst wird. Der Professorentochter Corinna verweigert sie die Heirat mit ihrem Sohn und vergisst dabei, dass sie selbst erst durch eine solche Heirat aus dem Kellerladen ihres Vaters in eine noble Berliner Vorstadtvilla aufgestiegen ist. Und so wie Jenny im familiären Bereich ihre nicht eingestandenen materiell geprägten Wertvorstellungen umsetzt, verfolgt ihr Gatte mit seinem politischen Engagement seinen eigenen gesellschaftlichen Aufstiegstraum. Ein Sitz im Reichstag soll für einen Titel jenseits des „Kommerzienrates“ und eine höhere gesellschaftliche Stellung sorgen. Aber auch Treibels Wahlpläne tragen den Stempel des Lächerlichen. Nicht nur, dass er seine politische Position an der Produktpalette seiner Chemiefabriken ausrichtet (Berliner Blau, die traditionelle Farbe preußischer Uniformen), auch in der Auswahl seines Wahlkampfhelfers – eines Reserveleutnants mit abstrusen Ansichten und einem unerschöpflichen Potenzial an unfreiwilliger Komik – erweist er sich als äußerst ungeschickt. Und so endet seine Politikerkarriere, bevor sie richtig begonnen hat.
Fontane zeigt im Roman das gesellschaftliche Leben der Bourgeoisie – einer gesellschaftlichen Schicht, die sich im Berlin der 1880er Jahre bemüht, den Adel zu imitieren und nebenbei ein paar Vertreter aus Kunst und Wissenschaft als Dekoration für ihre gesellschaftlichen Ereignisse einzuladen. Besonders Jenny betont immer wieder ihr starkes Interesse für „das Künstlerische“. Außer einem unkritischen Wagner-Kult und dem regelmäßigen Absingen von Wilibalds „unseligem“ Gedicht in Klavierbegleitung des reich verheirateten ehemaligen Operntenors Adolar Krola trägt diese Kunstbegeisterung jedoch kaum Früchte. Von einer wirklichen Verinnerlichung der in der Kunst propagierten Werte kann keine Rede sein.
So erfüllt sich der Untertitel des Romans und gleichzeitig die Schlusszeile von Wilibalds Gedicht („Wo sich Herz zum Herzen find’t“) auf mehrfache Weise, ironisch in den gemeinsam aufstiegsorientierten Treibels und bei den in ihrer "Temperamentlosigkeit" übereinstimmenden Helene und Leopold und in der Verbindung von Corinna und Marcell im Gleichklang von Gefühl und Intellekt. Darum geht es Fontane: Den Widerspruch zwischen Anspruch und Wirklichkeit im Wertekanon der großbürgerlichen Gesellschaft zu zeigen, die lieber dem Feudaladel nachstrebt, als eigene politische und gesellschaftliche Konzepte zu entwickeln. Fontane schrieb dazu an seinen Sohn Theodor (Brief vom 9. Mai 1888), dass es ihm darum gehe „… das Hohle, Phrasenhafte, Lügnerische, Hochmütige, Hartherzige des Bourgeoisstandpunktes zu zeigen, der von Schiller spricht und Gerson [Besitzer eines Berliner Modesalons, Anm. d. Autors] meint.“

## Fontane zum realistischen Roman
„Was soll ein Roman? Er soll uns, unter Vermeidung alles Übertriebenen und Hässlichen, eine Geschichte erzählen, an die wir glauben. Er soll zu unserer Phantasie und unserem Herzen sprechen, Anregung geben, ohne aufzuregen; er soll uns eine Welt der Fiktion auf Augenblicke als eine Welt der Wirklichkeit erscheinen, soll uns weinen und lachen, hoffen und fürchten, am Schluss aber empfinden lassen, teils unter lieben und angenehmen, teils unter charaktervollen und interessanten Menschen gelebt zu haben, deren Umgang uns schöne Stunden bereitete, uns förderte, klärte und belehrte. Das etwa soll ein Roman. […]  Was soll der moderne Roman? […] Der Roman soll ein Bild der Zeit sein, der wir selbst angehören, mindestens die Widerspiegelung eines Lebens, an dessen Grenze wir selbst noch standen oder von dem uns unsere Eltern noch erzählten.“

## Ausgaben (Auswahl)
- Theodor Fontane: Frau Jenny Treibel oder „Wo sich Herz zum Herzen find’t“. Erstausgabe. F. Fontane & Co., Berlin 1893.
- Theodor Fontane: Frau Jenny Treibel oder „Wo sich Herz zum Herzen find’t“. Roman. Aufbau, Berlin 2005, ISBN 978-3-351-03126-8 (= Große Brandenburger Ausgabe, Das erzählerische Werk. Band 14. Hrsg. von Tobias Witt).
- Theodor Fontane: Frau Jenny Treibel Roman, Ausgabe bei gutenberg.org
- Edgar Groß (Hrsg.): Theodor Fontane: Sämtliche Werke. Band 7. München : Nymphenburger, 1959

Audio
- Frau Jenny Treibel. Librivox.org,  Volltext als Hörbuch.
- Walter Jens (Bearbeitung); Hans Rosenhauer (Regie): Frau Jenny Treibel : Hörspiel. NDR 1985, DHV, München 2011, ISBN 978-3-86717-737-5.

## Verfilmungen
- 1951 – Corinna Schmidt (nach Frau Jenny Treibel), Regie: Arthur Pohl
- 1972 – Frau Jenny Treibel, Regie: Herbert Ballmann
- 1976 – Frau Jenny Treibel (mit Gisela May als Jenny Treibel)
- 1981 – Frau Jenny Treibel (mit Maria Schell als Jenny Treibel)

## Sekundärliteratur

### Monografien und Aufsätze
- Iwan-Michelangelo D’Aprile: Fontane: Ein Jahrhundert in Bewegung. Rowohlt, Reinbek bei Hamburg 2018, ISBN 978-3-498-00099-8.
- Walter Müller-Seidel: Theodor Fontane. Soziale Romankunst in Deutschland. Metzlersche, Stuttgart 1975, ISBN 3-476-00307-8
- Simone Richter: Fontanes Bildungsbegriff in „Frau Jenny Treibel“ und „Mathilde Möhring“. Fehlende Herzensbildung als Grund für das Scheitern des Bürgertums. VDM, Saarbrücken 2007, ISBN 978-3-8364-5010-2.
- Christine Renz: Geglückte Rede – zu Erzählstrukturen in Theodor Fontanes Effi Briest, Frau Jenny Treibel und Der Stechlin. Fink, München 1999, ISBN 3-7705-3383-6, S. 47–91
- Humbert Settler: Fontanes Hintergründigkeiten : Aufsätze und Vorträge. Flensburg : Baltica, 2006 ISBN 3-934097-26-X

### Interpretationshilfen
- Martin Lowsky: Theodor Fontane: Frau Jenny Treibel oder Wo sich Herz zum Herzen find’t.  4. Auflage. Bange, Hollfeld 2014, ISBN 978-3-8044-1906-3 (= Königs Erläuterungen: Textanalyse und Interpretation, Band 360)
- Fritz L. Hofmann: Theodor Fontane, Frau Jenny Treibel : Unterrichtsvorschläge und Kopiervorlagen. Cornelsen, Berlin 2011, ISBN 978-3-464-61646-8.
- Stefan Volk: Theodor Fontane, Frau Jenny Treibel. Schöningh, Paderborn 2009, ISBN 978-3-14-022442-0.
- Bertold Heizmann: Theodor Fontane, Frau Jenny Treibel. Stark, Freising 2009, ISBN 978-3-86668-030-2.
- Walter Wagner (Hrsg.): Theodor Fontane, Frau Jenny Treibel. Reclam, Stuttgart 2004, ISBN 3-15-008132-7.
- Rudolf Schäfer: Theodor Fontane, Unterm Birnbaum, Frau Jenny Treibel : Interpretationen. Oldenbourg, München 1974, ISBN 3-486-01161-8.
- Walter Jens (Hrsg.): Kindlers neues Literatur-Lexikon. Studienausgabe. Band 5: Ea-Fz. Kindler, München 1996, ISBN 3-463-43200-5.
- Tanja Hagedorn: Humor und Humorlosigkeit im Erzählwerk Fontanes. Diss., Gießen; Frankfurt a. Main 2015; d-nb.info
- Fabian Stark: Deutscher Humor: Der Mario Barth des Bürgertums. Zum Auftakt des Fontane-Jahrs ein Anwurf: Der Schriftsteller Theodor Fontane ist schuld, dass deutsche Komödien so schlecht sind. In: taz, 13. Januar 2019; taz.de